# Irma Blank
Pour les articles homonymes, voir Blank.
Irma Blank est une artiste née à Celle en Allemagne en 1934 et morte le 14 avril 2023. Elle vit en Italie à partir de 1955, d'abord en Sicile, puis à Milan à partir de 1973, où elle vit et travaille. Ses œuvres se caractérisent par la production de graphies illisibles, d'écriture asémantique.

## Œuvres

### Séries

#### Eigenschriften, 1968-1973
Première série d'œuvres intitulée Eigenschriften ( traduction « écritures de soi » ou « écritures pour soi ») réalisée en Sicile entre 1968 et 1973. Compositions, techniques et formats sont variables : il s'agit d'une période d'expérimentation. L'artiste cherche à s'approcher d'une essence de l'écriture, de son geste. Elle produit des écritures illisibles qui reprennent fidèlement la composition graphique de l'écriture alphabétique. Du geste d’écriture résultent des formes quelconques pour que la composition du texte ne fasse référence à aucun sens ni domaine précisément identifiable. Le geste reste linéaire, linéarité graphique comparable au flux de la parole. L'écriture d'Irma Blank échappe aux contraintes d'utilité et de communication pour laquelle elle est classiquement employée. Écriture unique, ses graphies sont pleinement autographiques. 

« Je fais glisser le texte de la littérature aux arts visuels. »

— Irma Blank
Dans cette série, les gestes produisent de multiples traits ou zigzags. Ils sont réduits à des mouvements horizontaux produits de façon continus ; les mouvements des rotations sont exclus, il n'y a pas de courbes, jamais de boucles.

#### Trascrizioni, 1973-1979
L'installation de l'artiste à Milan en 1973 provoque la création d'une nouvelle série d'œuvres intitulée Trascrizioni qu'elle produira jusqu’en 1979. Dans cette série, Irma Blank reproduit par décalque le texte et la composition de divers objets imprimés. Les œuvres consistent en des hachures monochromes. Tout en dessinant, elle procède à une lecture à voix basse, ce qui donnera lieu à des enregistrements audio. Elle systématisera cette opération dans son travail ultérieur.

#### Séries ultérieures
Le travail d'Irma Blank compte d'autres séries, : 
- Radical Writings, 1983-1996, œuvres à l'huile, acrylique ou aquarelle comprenant de la couleur, dans lesquelles l'artiste travaille sur la respiration ;
- Hyper-Text, 1998-2002, sérigraphies sur toile de textes en trois langues ;
- Avant-testo, (Avant le texte), 1998-2006, stylo Bic sur toile ou polyester, réalisation de mouvements circulaires ;
- Global Writings, 2000-2016, œuvres réalisées à la main ou numériquement, invention d'un alphabet éponyme composé de huit consonnes ;
- Gehen-Second Life, (Aller-deuxième vie), 2017, lignes tracées sur feuille ou cahier, l'artiste commence à travailler de la main gauche en raison de problèmes de santé.

### Reconnaissance
Le travail d'Irma Blank est reconnu tant en Italie qu'à l'international. Ses œuvres sont présentes dans les collections de nombreux musées en Italie, Suisse, France, Belgique, Allemagne, États-Unis, Égypte et Slovénie. 
Les graphies produites par l'artiste se rapprochent des œuvres de Mirtha Dermisache, Hanne Darboven.

#### Expositions
- Documenta 6 en 1977, Kassel, Allemagne [14].
- Biennale de Venise de 1978, exposition Matérialisation du langage[16].
- Biennale de Venise de 2017, exposition Viva Arte Viva[14].
- Rétrospective Blank en sept étapes tenue en Italie, Espagne, Suisse, Israël, France, entre 2019 et 2022[14].